# Kévin Malcuit
Kévin Malcuit (Châtenay-Malabry, 31 luglio 1991) è un calciatore francese, di origini mauritane e marocchine, difensore o centrocampista svincolato.

## Biografia
Ha un fratello, Samir, anch'egli calciatore. 

## Carriera

### Club

#### Gli inizi
Cresce calcisticamente nel RC France per poi trasferirsi nel 2008 al Monaco. Dopo due anni di giovanili debutta con i monegaschi nel calcio professionistico, collezionando 3 presenze in Ligue 1. Nel gennaio 2012 viene mandato in prestito al Vannes con cui, il 17 febbraio, debutta contro il Niort. Il 1º marzo realizza la sua prima rete nella partita pareggiata 2-2 contro il Orléans. Con i bianconeri colleziona 12 presenze e 2 reti. Al termine del prestito si trasferisce a parametro zero al Fréjus St-Raphaël dove, in diciotto mesi, gioca 38 partite segnando sempre due goal.
Il 9 gennaio 2014 passa a titolo definitivo al Niort, in Ligue 2. Il 18 aprile debutta, come sostituto, nella sconfitta per 1-2 contro il Brest. Nella seconda parte del campionato, il francese scende in campo sei volte. Per la stagione successiva, grazie ad ottime prestazioni, ottiene il posto da titolare giocando in molte partite come mediano. Malcuit, durante la stagione, realizza anche la sua prima doppietta in carriera contro il Valenciennes. Al termine della competizione, viene inserito nella formazione della squadra dell'anno.
Il 28 agosto 2015 si trasferisce al Saint-Étienne. L'8 luglio 2017 passa ai rivali del Lilla.

#### Napoli e Fiorentina
L'8 agosto 2018, a fronte di un corrispettivo di circa 13 milioni di euro, si trasferisce al Napoli. Esordisce in Serie A nella partita contro il Parma del 26 settembre 2018. Gioca la sua prima partita in Europa League con la maglia del Napoli il 14 febbraio 2019 nella trasferta vinta per 3-1 dai partenopei contro lo Zurigo. La sua prima stagione con il Napoli si conclude con il bilancio di 27 presenze, 0 reti e 2 assist.
Il 2 ottobre 2019 fa il suo debutto assoluto in UEFA Champions League, nel pareggio esterno per 0-0 in casa del Genk. Tuttavia la stagione per lui è travagliata a causa di una lesione al crociato e al menisco, rimediata contro nella trasferta contro la SPAL (1-1) del 27 ottobre, che lo costringe a stare 9 mesi fuori, tornando a giocare solamente il 28 luglio 2020 alla penultima giornata nella sconfitta esterna per 2-0 contro l'Inter.
Il 28 gennaio 2021 passa in prestito alla Fiorentina. Esordisce con i viola il 5 febbraio seguente nella sconfitta per 0-2 contro l'Inter, sostituendo Lorenzo Venuti nel finale.
Tornato a Napoli, a seguito di una stagione ai margini della rosa guidata da Luciano Spalletti, lascia la squadra a parametro zero dopo la scadenza del suo contratto il 30 giugno 2022.
Ankaragücü
Il 9 settembre 2022, ancora svincolato, firma un contratto valido fino al 2023 con i neopromossi turchi dell'Ankaragücü. Debutta con il club turco il 18 settembre successivo, nella partita vinta per 2-1 contro il Sivasspor, valida per la settima giornata di Süper Lig. Trova la prima e unica rete il 21 maggio 2023 contro l'Ümraniyespor. Al termine della stagione, come da contratto, lascia la squadra da parametro zero, tornando svincolato.

### Nazionale
Nel 2016 la nazionale del Marocco aveva tentato di convocarlo. Il 3 ottobre 2019 viene convocato nuovamente da parte del Marocco, ma lui rifiuta nuovamente preferendo aspettare una chiamata della nazionale Francese.

## Statistiche

### Presenze e reti nei club
Statistiche aggiornate al 19 luglio 2023.
| Stagione                    | Squadra                     | Campionato                  | Campionato | Campionato | Coppe nazionali | Coppe nazionali | Coppe nazionali | Coppe continentali | Coppe continentali | Coppe continentali | Altre coppe | Altre coppe | Altre coppe | Totale | Totale |
| Stagione                    | Squadra                     | Comp                        | Pres       | Reti       | Comp            | Pres            | Reti            | Comp               | Pres               | Reti               | Comp        | Pres        | Reti        | Pres   | Reti   |
| --------------------------- | --------------------------- | --------------------------- | ---------- | ---------- | --------------- | --------------- | --------------- | ------------------ | ------------------ | ------------------ | ----------- | ----------- | ----------- | ------ | ------ |
| 2010-2011                   | Monaco                      | L1                          | 1          | 0          | CF+CdL          | 0+0             | 0               | -                  | -                  | -                  | -           | -           | -           | 1      | 0      |
| 2011-gen. 2012              | Monaco                      | L2                          | 2          | 0          | CF+CdL          | 0+1             | 0               | -                  | -                  | -                  | -           | -           | -           | 3      | 0      |
| Totale Monaco               | Totale Monaco               | Totale Monaco               | 3          | 0          |                 | 1               | 0               |                    | -                  | -                  |             | -           | -           | 4      | 0      |
| gen.-giu. 2012              | Vannes                      | CN                          | 12         | 2          | CF              | 0               | 0               | -                  | -                  | -                  | -           | -           | -           | 12     | 2      |
| 2012-2013                   | Fréjus St-Raphaël           | CN                          | 33         | 2          | CF              | 2               | 0               | -                  | -                  | -                  | -           | -           | -           | 35     | 2      |
| 2013-gen. 2014              | Fréjus St-Raphaël           | CN                          | 5          | 0          | CF              | 0               | 0               | -                  | -                  | -                  | -           | -           | -           | 5      | 0      |
| Totale Fréjus Saint-Raphaël | Totale Fréjus Saint-Raphaël | Totale Fréjus Saint-Raphaël | 38         | 2          |                 | 2               | 0               |                    | -                  | -                  |             | -           | -           | 40     | 2      |
| gen.-giu. 2014              | Niort                       | L2                          | 6          | 0          | CF+CdL          | 0+0             | 0               | -                  | -                  | -                  | -           | -           | -           | 6      | 0      |
| 2014-2015                   | Niort                       | L2                          | 29         | 2          | CF+CdL          | 2+1             | 0               | -                  | -                  | -                  | -           | -           | -           | 32     | 2      |
| lug.-ago. 2015              | Niort                       | L2                          | 4          | 0          | CF+CdL          | 0+0             | 0               | -                  | -                  | -                  | -           | -           | -           | 4      | 0      |
| Totale Niort                | Totale Niort                | Totale Niort                | 39         | 2          |                 | 3               | 0               |                    | -                  | -                  |             | -           | -           | 42     | 2      |
| ago. 2015-2016              | Saint-Étienne               | L1                          | 9          | 0          | CF+CdL          | 3+0             | 0               | UEL                | -                  | -                  | -           | -           | -           | 12     | 0      |
| 2016-2017                   | Saint-Étienne               | L1                          | 25         | 0          | CF+CdL          | 2+0             | 0               | UEL                | 7                  | 0                  | -           | -           | -           | 34     | 0      |
| Totale Saint-Étienne        | Totale Saint-Étienne        | Totale Saint-Étienne        | 34         | 0          |                 | 5               | 0               |                    | 7                  | 0                  |             | -           | -           | 46     | 0      |
| 2017-2018                   | Lilla                       | L1                          | 23         | 0          | CF+CdL          | 1+1             | 0               | -                  | -                  | -                  | -           | -           | -           | 25     | 0      |
| 2018-2019                   | Napoli                      | A                           | 24         | 0          | CI              | 1               | 0               | UCL+UEL            | 0+2                | 0                  | -           | -           | -           | 27     | 0      |
| 2019-2020                   | Napoli                      | A                           | 4          | 0          | CI              | 0               | 0               | UCL                | 2                  | 0                  | -           | -           | -           | 6      | 0      |
| 2020-gen. 2021              | Napoli                      | A                           | 2          | 0          | CI              | 0               | 0               | UEL                | 0                  | 0                  | SI          | 0           | 0           | 2      | 0      |
| gen.-giu. 2021              | Fiorentina                  | A                           | 5          | 0          | CI              | 0               | 0               | -                  | -                  | -                  | -           | -           | -           | 5      | 0      |
| 2021-2022                   | Napoli                      | A                           | 8          | 0          | CI              | 1               | 0               | UEL                | 4                  | 0                  | -           | -           | -           | 13     | 0      |
| Totale Napoli               | Totale Napoli               | Totale Napoli               | 38         | 0          |                 | 2               | 0               |                    | 8                  | 0                  |             | -           | -           | 48     | 0      |
| set. 2022-2023              | Ankaragücü                  | SL                          | 20         | 1          | TK              | 4               | 0               | -                  | -                  | -                  | -           | -           | -           | 24     | 1      |
| Totale carriera             | Totale carriera             | Totale carriera             | 212        | 7          |                 | 19              | 0               |                    | 15                 | 0                  |             | -           | -           | 246    | 7      |

## Palmarès
- Coppa Italia: 1

Napoli: 2019-2020